# Pygoctenucha enna
Pygoctenucha enna là một loài bướm đêm thuộc phân họ Arctiinae, họ Erebidae.